# Francesco Flachi
Francesco Flachi (Firenze, 8 aprile 1975) è un ex calciatore italiano, di ruolo attaccante.
Con 110 reti è il terzo miglior marcatore di sempre della Sampdoria, dietro a Roberto Mancini (171) e Gianluca Vialli (141).

## Carriera

### Fiorentina e prestiti a Bari e Ancona
Muove i primi passi nelle giovanili dell’UPD Isolotto e dopo più di 150 gol segnati, è la  Fiorentina che lo acquista per 120 milioni di lire (con una parentesi di qualche mese nel Napoli), esordisce in prima squadra nel 1993 in Serie B, in una stagione che riporta i viola in Serie A: in 10 partite segna due reti. Esordisce in massima serie il 4 settembre 1994, nella vittoria per 2-1 contro il Cagliari.
Dopo un'annata con 2 reti in 21 gare, nella stagione 1996-1997 viene dato in prestito al Bari, allora militante in Serie B. Le prestazioni con il Bari convincono la dirigenza viola a riportarlo a Firenze. A gennaio viene ceduto, sempre con la formula del prestito, all'Ancona, dove, nei primi mesi del 1998, segna 10 reti in 17 partite. Dopo quest'esperienza torna a Firenze, dove nel frattempo è arrivato come allenatore Giovanni Trapattoni. Il giovane è però chiuso da molti attaccanti e non è considerato. Si ricorda solo un'apparizione in panchina nella gara di ritorno di Coppa Italia contro l'Atalanta, disputata a Firenze e vinta dai viola per 1-0 con rete di Robbiati. Chiude la stagione senza presenze e viene venduto.

### Sampdoria
(Francesco Flachi ricordando l'esperienza blucerchiata)
Ritornato a Firenze, decide di accettare l'offerta della Sampdoria, appena retrocessa nella serie cadetta. Il primo gol di Flachi con la Sampdoria porta la data del 15 agosto 1999 quando nel turno eliminatorio di Coppa Italia fa una doppietta nel successo per 1-3 sul campo del Savoia.
Nella prima stagione con la maglia blucerchiata, con allenatore Gian Piero Ventura, non riesce a trovare un posto fisso da titolare e segna 5 reti in 28 partite. Nella stagione successiva, con l'arrivo di Luigi Cagni, conquista una maglia da titolare: le 17 marcature in 34 incontri lo portano ai primi posti della classifica cannonieri della serie cadetta. Nella stagione 2001-2002 la Sampdoria ottiene solo alla terzultima giornata la salvezza dalla Serie C, e l'attaccante toscano realizza 16 reti in 37 partite.
Nel 2002 la società blucerchiata passa nelle mani di Riccardo Garrone, che allestisce una nuova formazione e la affida a Walter Novellino. La squadra raggiunge la promozione in Serie A al termine della stagione 2002-2003, e Flachi contribuisce con 9 reti in 35 presenze. Nelle prime partite della stagione 2003-2004 il toscano è spesso riserva; dopo un po' di tempo però Novellino ricomincia a schierarlo tra i titolari. La stagione si chiude con l'ottavo posto finale e con le 23 reti del tandem blucerchiato formato da Flachi e da Fabio Bazzani.
Nella stagione 2004-2005 mette a referto 14 marcature in 35 partite, miglior marcatore dei suoi. Alla fine del campionato la squadra genovese sfiora la qualificazione alla Champions League, ritornando comunque dopo otto anni in Europa, per giocare la Coppa UEFA. L'annata successiva comincia bene per Flachi, che fa coppia con il nuovo compagno Emiliano Bonazzoli; la seconda parte di stagione vede la squadra arretrare in classifica e ottenere comunque la salvezza. In questo periodo Flachi arriva al traguardo del centesimo gol in maglia blucerchiata.
Il suo ultimo gol nella Sampdoria l'ha messo a segno su calcio di rigore il 20 dicembre 2006 nel successo della Sampdoria sul Livorno per 4-1, mentre la sua ultima partita in maglia blucerchiata l'ha giocata l'11 febbraio 2007 in occasione di Sampdoria-Ascoli (2-0).

#### Le squalifiche
Il 21 settembre 2006 viene squalificato per due mesi con l'accusa di «violazione dell'art. 1 del codice di giustizia sportiva, avendo tentato di acquisire notizie sull'esito» del derby di Roma dell'aprile 2005, terminato 0-0. Insieme a lui viene punito con la stessa pena anche l'ex compagno di squadra Moris Carrozzieri, coinvolto relativamente all'incontro Pisa-Frosinone di Serie C1. Si è sempre comunque difeso dichiarandosi estraneo ai fatti contestatigli. Una volta concluso il periodo di squalifica, nel novembre 2006 torna a giocare con la maglia blucerchiata.
Il 21 febbraio 2007 viene trovato positivo ad un metabolita della cocaina, la benzoilecgonina, al controllo antidoping effettuato dopo la partita Sampdoria-Inter del 28 gennaio 2007. Il 21 marzo le controanalisi hanno confermato la positività alla cocaina. Viene così sospeso in via cautelare dalle competizioni sportive, in attesa dell'interrogatorio da parte della Procura antidoping, che a sua volta riferisce alla Commissione Disciplinare per i provvedimenti di competenza.
Il 30 maggio la Disciplinare condanna il giocatore doriano a sedici mesi di squalifica. Il 21 giugno 2007 la Commissione Disciplinare aumenta la squalifica a ventiquattro mesi, dopo aver accolto il ricorso della procura antidoping del CONI e respinto quello dei legali del giocatore. La decisione viene confermata nel settembre 2007 dal giudice di ultima istanza in materia di doping del CONI. Nel periodo di squalifica, per non perdere la forma, si è allenato con il Pietrasanta, squadra che milita nel campionato di Eccellenza.

### Empoli, Brescia e la nuova squalifica
Nell'estate del 2008 viene ingaggiato dall'Empoli con un contratto annuale: esordisce con i toscani il 27 febbraio, a squalifica scontata, scendendo in campo dal primo minuto nel derby col Livorno, ritrovando la rete il 18 aprile in Empoli-Treviso. Nella stagione riesce a segnare 3 reti pur non giocando da titolare fisso.
Scaduto il contratto con l'Empoli, viene ingaggiato dal Brescia nell'agosto 2009. Esordisce il 6 settembre 2009 contro il Torino, e va subito in gol dopo 25 minuti. Pochi mesi dopo è trovato nuovamente positivo alla cocaina in seguito al controllo antidoping effettuato il 19 dicembre 2009 dopo la partita con il Modena, rischiando la radiazione in quanto recidivo. Il 10 giugno 2010 il Tribunale Nazionale Antidoping lo sanziona con dodici anni di squalifica.

### Il ritorno in campo
Nell'agosto 2021 viene annunciato, dal proprio sito social, l'ingaggio di Flachi da parte del Signa, squadra dell'Eccellenza toscana; tuttavia il calciatore deve attendere cinque mesi ulteriori per potere scendere in campo, vista la squalifica. Il quarantaseienne Flachi torna in campo da titolare per 30 minuti il 13 febbraio 2022 indossando la maglia numero 14 come omaggio all'anno di fondazione del Signa (1914).
In estate si accorda con la Praese, società di Genova Pra’ che disputa il torneo di Promozione. Il 3 ottobre dello stesso anno segna il suo primo gol con questa maglia, nella partita pareggiata per 1-1 contro l'Ospedaletti. Si ripete il 16 ottobre nella vittoria interna contro il Bragno risultando decisivo per l’1-0 finale, e una settimana dopo, al 35' del secondo tempo, sigla il definitivo 2-2 contro la Baia Alassio Calcio. Termina l’esperienza da calciatore a fine stagione.

### Dirigente e allenatore
Nell'aprile del 2023 viene annunciato come nuovo allenatore della leva 2007 della Praese a partire dalla stagione seguente. All'inizio di luglio, terminata l'esperienza con la Praese, viene ufficializzato come nuovo responsabile del settore giovanile del Golfo Paradiso, squadra di Recco, Camogli ed Avegno neopromossa in Eccellenza.
A ottobre viene ingaggiato dall'FC Wonderland per il campionato amatoriale UISP.
Nell'estate del 2024 intraprende la carriera da allenatore: infatti viene annunciato come nuovo tecnico della PSM Rapallo, squadra che milita nel campionato di Promozione ligure.  Nel mese di ottobre è colpito da un principio di infarto nella propria abitazione di Rapallo per cui viene ricoverato all’ospedale di Lavagna dove viene sottoposto a un piccolo intervento; la squadra viene momentaneamente affidata al suo vice. Nei giorni a seguire Flachi, di comune accordo con la società, lascia la guida del Rapallo continuando a collaborare con la dirigenza.

## Fuori dal campo
Francesco Flachi, in seguito alla lunga squalifica che lo aveva costretto ad allontanarsi dal calcio, si è dedicato alla gestione di una paninoteca e un ristorante al Ponte Rosso a Firenze, assieme all'amico Luca Saudati, anche lui ex calciatore.
Nel marzo del 2022 esce Una vita rovesciata: la biografia di Francesco Flachi, libro scritto insieme a Matteo Politanò, mentre il 16 maggio dello stesso anno su DAZN viene pubblicato Il ragazzo gioca bene, un docu-film che racconta la sua vita e il ritorno in campo.
Diventa poi opinionista a Primocanale  e Sportitalia dove è anche seconda voce in telecronaca per il campionato Primavera.

## Statistiche

### Presenze e reti nei club
| Stagione          | Squadra           | Campionato        | Campionato | Campionato | Coppe nazionali | Coppe nazionali | Coppe nazionali | Coppe continentali | Coppe continentali | Coppe continentali | Altre coppe | Altre coppe | Altre coppe | Totale | Totale |
| Stagione          | Squadra           | Comp              | Pres       | Reti       | Comp            | Pres            | Reti            | Comp               | Pres               | Reti               | Comp        | Pres        | Reti        | Pres   | Reti   |
| ----------------- | ----------------- | ----------------- | ---------- | ---------- | --------------- | --------------- | --------------- | ------------------ | ------------------ | ------------------ | ----------- | ----------- | ----------- | ------ | ------ |
| 1993-1994         | Fiorentina        | B                 | 10         | 2          | CI              | 0               | 0               | -                  | -                  | -                  | CAI         | 1           | 1           | 11     | 3      |
| 1994-1995         | Fiorentina        | A                 | 21         | 2          | CI              | 4               | 0               | -                  | -                  | -                  | -           | -           | -           | 25     | 2      |
| 1995-1996         | Fiorentina        | A                 | 3          | 0          | CI              | 2               | 0               | -                  | -                  | -                  | -           | -           | -           | 5      | 0      |
| 1996-1997         | Bari              | B                 | 21         | 3          | CI              | 3               | 2               | -                  | -                  | -                  | -           | -           | -           | 24     | 5      |
| 1997-gen. 1998    | Fiorentina        | A                 | 3          | 0          | CI              | 4               | 1               | -                  | -                  | -                  | -           | -           | -           | 7      | 1      |
| gen.-giu. 1998    | Ancona            | B                 | 17         | 10         | CI              | -               | -               | -                  | -                  | -                  | -           | -           | -           | 17     | 10     |
| 1998-1999         | Fiorentina        | A                 | 0          | 0          | CI              | 0               | 0               | CU                 | 0                  | 0                  | -           | -           | -           | 0      | 0      |
| Totale Fiorentina | Totale Fiorentina | Totale Fiorentina | 37         | 4          |                 | 10              | 1               |                    | 0                  | 0                  |             | 1           | 1           | 48     | 6      |
| 1999-2000         | Sampdoria         | B                 | 28         | 5          | CI              | 5               | 6               | -                  | -                  | -                  | -           | -           | -           | 33     | 11     |
| 2000-2001         | Sampdoria         | B                 | 34         | 17         | CI              | 6               | 2               | -                  | -                  | -                  | -           | -           | -           | 40     | 19     |
| 2001-2002         | Sampdoria         | B                 | 37         | 16         | CI              | 6               | 4               | -                  | -                  | -                  | -           | -           | -           | 43     | 20     |
| 2002-2003         | Sampdoria         | B                 | 35         | 9          | CI              | 5               | 3               | -                  | -                  | -                  | -           | -           | -           | 40     | 12     |
| 2003-2004         | Sampdoria         | A                 | 28         | 11         | CI              | 2               | 0               | -                  | -                  | -                  | -           | -           | -           | 30     | 11     |
| 2004-2005         | Sampdoria         | A                 | 35         | 14         | CI              | 3               | 0               | -                  | -                  | -                  | -           | -           | -           | 38     | 14     |
| 2005-2006         | Sampdoria         | A                 | 31         | 11         | CI              | 2               | 2               | CU                 | 6                  | 2                  | -           | -           | -           | 39     | 15     |
| 2006-2007         | Sampdoria         | A                 | 13         | 4          | CI              | 4               | 4               | -                  | -                  | -                  | -           | -           | -           | 17     | 8      |
| Totale Sampdoria  | Totale Sampdoria  | Totale Sampdoria  | 241        | 87         |                 | 33              | 21              |                    | 6                  | 2                  |             | -           | -           | 280    | 110    |
| 2008-2009         | Empoli            | B                 | 13+2       | 3          | CI              | -               | -               | -                  | -                  | -                  | -           | -           | -           | 15     | 3      |
| 2009-2010         | Brescia           | B                 | 14         | 2          | CI              | -               | -               | -                  | -                  | -                  | -           | -           | -           | 14     | 2      |
| feb.-giu. 2022    | Signa             | Ecc               | 2          | 1          | -               | -               | -               | -                  | -                  | -                  | -           | -           | -           | 2      | 1      |
| Totale carriera   | Totale carriera   | Totale carriera   | 347        | 110        |                 | 46              | 24              |                    | 6                  | 2                  |             | 1           | 1           | 400    | 137    |

## Palmarès

### Club

#### Competizioni giovanili
- Coppa Italia Primavera: 1

Fiorentina: 1995-1996

#### Competizioni nazionali
- Campionato italiano di Serie B: 1

Fiorentina: 1993-1994
- Coppa Italia: 1

Fiorentina: 1995-1996

### Individuale
- Capocannoniere della Coppa Italia: 2

1999-2000 (6 gol), 2006-2007 (4 gol)

## Opere
- Una vita rovesciata. La biografia di Francesco Flachi, Matteo Politanò, 2022, ISBN 979-8414524885.